# Cárcel Vieja de Murcia
La antigua prisión provincial de Murcia, localmente conocida como cárcel vieja, fue un establecimiento penitenciario español situado en Murcia, España. Se inauguró en 1929 y fue clausurada en 1981.

## Historia
La cárcel fue proyectada en 1922 por Carlos Velasco Viejo para reemplazar a la antigua prisión de la Misericordia Nueva, situada en el paseo de Garay. La construcción se encuentra en la avenida General Primo de Rivera, en las proximidades de la plaza Circular, dentro de los límites del barrio de Santa María de Gracia. Aunque se concibió con capacidad para 400 reclusos, durante la guerra civil llegó a superar los 3.000 presos en sus instalaciones. Tras la posguerra, con la expansión de la ciudad, la cárcel se integró en el entorno urbano. En 1981 se cerró definitivamente y se inauguró una nueva prisión en Sangonera la Verde.
Tras haber pasado por el abandono y por varios intentos de demolición en 1993, 1998 y 2006, finalmente, en 2022, el complejo fue transformado en Centro de Cultura Contemporánea «Cárcel Vieja», dedicando el ala este del edificio administrativo de la antigua prisión a restaurante y cafetería.
El 17 de junio de 2025, de la Secretaría de Estado de Memoria Democrática, declaraba  Lugar de Memoria Democrática a la antigua prisión provincial de Murcia.

## Características
Se trata de una construcción de 7 923 m² de estilo neomudéjar en ladrillo visto, diseñada siguiendo una estructura panóptica, en la que domina un pabellón central de forma poligonal del que parten cuatro cuerpos que forman una planta de cruz griega.
En la fachada principal se encontraban los recintos de guardia y control y el único acceso al edificio que, a través de un patio central, comunicaba con la zona de reclusos. Esta zona se encontraba rodeada por un muro perimetral de unos cinco metros de altura, que a su vez estaba rodeado por otro muro con garitas de vigilancia en las esquinas. En el centro del vestíbulo del área de reclusos se encontraba un gran lucernario, donde estaba el puesto de vigilancia principal.